# Petr Beneš
Petr Beneš (* 27. November 1974 in Prag) ist ein tschechischer Beachvolleyballspieler.

## Karriere
Petr Beneš spielte 1997 und 1998 seine ersten FIVB-Turniere mit seinem Bruder Josef Beneš. 2005 kehrte er zurück zu den internationalen Beach-Wettbewerben. Die Beneš-Brüder unterlagen bei der Europameisterschaft 2005 in der zweiten Hauptrunde dem deutschen Duo Dieckmann/Scheuerpflug und schieden gegen die Litauer Cyvas/Vasiliauskas aus. Im folgenden Jahr war das Turnier in Den Haag für sie ebenso nach zwei Spielen beendet wie die EM 2007 in Valencia. Im folgenden Jahr bildete Beneš ein neues Duo mit Martin Tichý, das Neunter des Grand Slams in Klagenfurt wurde. Bei der EM in Hamburg trat er jedoch mit Přemysl Kubala an. Nach einer Niederlage in der zweiten Runde gegen die Deutschen Brink/Dieckmann kamen sie bis in die fünfte Verliererrunde, in der sie gegen die Schweizer Heuscher/Heyer verloren.
Seit 2009 bildet Beneš ein festes Duo mit Kubala. Die Tschechen erreichten im ersten gemeinsamen Jahr einige vordere Platzierungen bei Masters-Turnieren, schieden aber bei der Europameisterschaft 2009 in der Vorrunde aus, obwohl sie punktgleich mit den Konkurrenten aus Polen und Spanien waren. 2010 gelangen ihnen einige Top-Ten-Ergebnisse bei Grand Slams und Open-Turnieren, während sie die Europameisterschaft verpassten. Im folgenden Jahr kamen sie als Gruppensieger in die erste Hauptrunde der Weltmeisterschaft in Rom und mussten sich in drei Sätzen den Brasilianern Bruno/Benjamin geschlagen geben. Anschließend wurden sie bei drei aufeinanderfolgenden Grand Slams jeweils Neunter und verpassten in Klagenfurt gegen die späteren Sieger Ricardo/Cunha nur knapp das Halbfinale. Bei den Europameisterschaften 2011 in Kristiansand und 2012 in Scheveningen landeten sie jeweils auf Platz 17. Beim olympischen Turnier 2012 in London wurden Beneš/Kubala Dritter in ihrer Vorrundengruppe und schieden anschließend nach einer 1:2-Niederlage gegen die Deutschen Erdmann/Matysik aus. Bei der WM 2013 in Stare Jabłonki schieden sie trotz eines Sieges über die Kasachen Jakowlew/Kuleschow nach der Vorrunde aus.